# L'Abandonné
L'Abandonné is een novelle van Guy de Maupassant in 1884. Jules Croiset las het voor in het luisterboek Luchtige Verhalen van de Franse romanschrijver.

## Verhaal
Madame de Cadour is met haar man in Fécamp. Als haar man een dutje verkiest te doen, besluiten madame de Cadour en haar bediende en voormalige minnaar Henri d'Apréval op zoek te gaan naar hun liefdeskindje, een zoon, die ze veertig jaar geleden te vondeling hadden gelegd bij een boerenfamilie. De vrouw is vol berouw en verwijt zichzelf dat ze destijds voor zichzelf had gekozen en niet voor haar zoon. Ze wil de fout van veertig jaar geleden goedmaken door haar zoon bij de ontmoeting alles op te biechten. Ze komen aan bij de boerderij, waar ze niet erg gastvrij worden ontvangen. Henri doet alsof ze een echtpaar zijn en zegt dat ze zomergasten zijn in Fécamp en ze vragen of ze braadkippen hebben. Madame de Cadour voelt zich slecht op haar gemak en als ze haar zoon terugziet, is ze helemaal overstuur. Madame de Cadour besluit om na het kopen van de kip weer weg te gaan zonder wat aan haar zoon te openbaren. 